# 高俊鴻
高俊鴻（英語：Kao Chun-Hong，1991年1月31日—）臺灣花蓮縣人，為一位臺灣足球運動員、足球教練，在足球場上司職中場，目前效力於臺灣全國城市足球聯賽的高雄市台電足球隊。

## 生平
高俊鴻，臺灣花蓮縣人，其擁有臺灣原住民族阿美族的血統，國中時期就讀於花蓮縣當地的足球名校美崙國中，並且2006年德國世界盃時，楊力州、張榮吉兩位導演受到NIKE的委託，協力合作拍攝臺灣本地的足球形象廣告，足球紀錄片《奇蹟的夏天》，而當時拍攝團隊找上了美崙國中，並拍攝美崙國中足球校隊的17位學生為全國中等學校運動會備戰的過程，片中便包含了高俊鴻在內的林昌倫、李健良以及嚴和生等曾入選過中華臺北男子足球代表隊的球員入鏡。
高中時期，高俊鴻同樣就讀於花蓮縣擁有高中足球勁旅的國立花蓮高級農業職業學校土木系，也加入該校的足球校隊中效力，當時校隊中，高俊鴻的背號為11號，主要擔任前鋒位置。2009年的第二屆高中足球聯賽中，高俊鴻代表花蓮高農出賽，並隨隊獲得了應屆冠軍。
大學時期，高俊鴻以繁星推薦的方式獲得花農推薦進入國立臺灣體育大學競技運動學系就讀，在該校，高俊鴻也加入臺體大的足球校隊中效力。2012年大專足球聯賽（UFA），高俊鴻代表臺體大出戰輔仁大學的比賽中，貢獻一球，終場以6:1取得該年度大專足球聯賽公開男生組第一級複賽的首勝，後續更獲得該年度大專足球聯賽公開男生組第一級亞軍。
2015年由高雄市舉辦的104年全國運動會男子足球項目中，高俊鴻以及包含林正益、林昌倫、王睿、陳庭揚、林約翰、李健良等多位中華臺北代表隊的成員代表花蓮縣參賽。該項賽事最終，花蓮縣獲得了該年度全國運動會男子足球季軍的佳績。

## 職業生涯

### 俱樂部
高俊鴻目前效力於臺灣足球南霸天之稱的台電足球隊中。
2015年全國五人制足球聯賽中，台電足球隊分為台電與TPC兩支隊伍參賽，其中，高俊鴻加入到TPC出戰，最終隨隊獲得該年度賽事的第三名。

### 國家隊
高俊鴻曾多次入選中華臺北男子足球代表隊的大名單之中，然後續23人出賽名單卻無入選，為此高俊鴻開始加強自身上半身面對場上敵方球員近身逼搶時的對抗強度以期能夠獲得中華臺北總教練陳貴人的青睞。而首次正式入選中華臺北23人大名單中是在2018年俄羅斯世界盃亞洲區資格賽第二輪中華臺北客場對上伊拉克的比賽。後於2015年10月9日在臺北田徑場面對澳門足球代表隊的國際友誼賽中，高俊鴻再次入選23人名單中。

### 執教
除征戰球場外，高俊鴻也自2018年起帶領幼兒足球隊比賽，在踢出成績後組成了Sklub Dragons俱樂部，他則在俱樂部中擔任總教練。

## 資料來源
1. 1 2 3 4 5 6 7 8  . 足巢.   [2015-11-30]. （原始内容存档于2016-03-05） （中文（臺灣））.
2. ↑  張克銘. . 東森新聞.   [2015-11-05]. （原始内容存档于2019-11-28） （中文（臺灣））.
3. ↑  . 政治大學新聞學系實習媒體.   [2015-11-30] （中文（臺灣））.[永久]
4. 1 2  . 國立花蓮高農.   [2015-11-05]. （原始内容存档于2016-03-04） （中文（臺灣））.
5. ↑  . 國立花蓮高級農業職業學校. 2008-05-21  [2015-11-30]. （原始内容存档于2010-11-18） （中文（臺灣））.
6. ↑  . SSU大專運動資訊網. 2012-03-04  [2015-11-30]. （原始内容存档于2016-03-04） （中文（臺灣））.
7. ↑  張添福. . 臺灣時報. 2012-03-04  [2015-11-30]. （原始内容存档于2012-03-06） （中文（臺灣））.
8. ↑  范振和. . 聯合報. 2015-10-13  [2015-11-05]. （原始内容存档于2016-03-04） （中文（臺灣））.
9. ↑  . 更生日報. 2015-10-12  [2015-11-30] （中文（臺灣））.
10. ↑  . 104年全國運動會. 2015-10-22  [2015-11-30] （中文（臺灣））.[]
11. 1 2  鄭廷瑋. . NOWnews. 2015-09-08  [2015-11-30]. （原始内容存档于2015-11-29） （中文（臺灣））.
12. ↑  . 中華民國足球協會. 2015-07-31  [2015-11-30]. （原始内容存档于2016-01-11） （中文（臺灣））.
13. 1 2  路皓惟. . 東森新聞雲. 2015-08-29  [2015-11-30]. （原始内容存档于2015-12-28） （中文（臺灣））.
14. ↑  王毓健. . 台灣蘋果日報. 2015-10-07  [2015-11-30]. （原始内容存档于2016-03-04） （中文（臺灣））.
15. ↑  林緯平. . ETtoday. 2020-12-05  [2020-12-16]. （原始内容存档于2021-01-28） （中文（臺灣））.